# Bones and All
Bones and All és una pel·lícula de terror romàntica dirigida per Lucca Guadagnino, guionitzada per David Kajganich. Basada en la novel·la del mateix nom de Camille DeAngelis, és protagonitzada per Taylor Russell i Timothée Chalamet, que interpreten dos amants caníbals que s'embarquen en un viatge a través del país. Mark Rylance, Michael Stuhlbarg, André Holland, Chloë Sevigny, Jessica Harper i David Gordon Green també apareixen en papers secundaris.
Bones and All es va estrenar en la 79a edició del Festival Internacional de Cinema de Venècia el 2 de setembre de 2022, abans de ser estrenada el 23 de novembre de 2022 a través de Metre-Goldwyn-Mayer (a través d'United Artists Releasing) als Estats Units, i en altres llocs a través de Warner Bros. Pictures, amb excepció d'Itàlia, on serà distribuïda per Vision Distribution.

## Repartiment
- Taylor Russell com a Maren Yearly
- Timothée Chalamet com a Lee
- Mark Rylance
- Michael Stuhlbarg
- André Holland
- Jessica Harper
- Chloë Sevigny
- Francesca Scorsese
- David Gordon Green
- Anna Cobb
- Jake Horowitz
- Kendle Coffey com Sherry

## Producció
El 28 de gener de 2021, es va anunciar que Timothée Chalamet i Taylor Russell protagonitzarien l'adaptació cinematogràfica de la novel·la Bones and All de Camille DeAngelis, la qual seria dirigida per Lucca Guadagnino. Chalamet també participa com a productor de la pel·lícula. El rodatge va començar al maig, moment en el qual Mark Rylance, Michael Stuhlbarg, André Holland, Jessica Harper, Chloë Sevigny, Francesca Scorsese i David Gordon Green s'havien unit al repartiment. El rodatge va tenir lloc a Cincinnati, Ohio, el que converteix la pel·lícula en la primera que Guadagnino ha ambientat i realitzat als Estats Units. La producció es va veure afectada per robatoris que van ocórrer en alguns dels vehïcles de l'equip, el que va impulsar una sol·licitud a l'Ajuntament de Cincinnati a finalitats de juny per a proporcionar $50,000 per una major seguretat. Si bé va haver-hi algunes crítiques sobre l'ús proposat dels fons dels contribuents per a una empresa privada, l'Ajuntament finalment va aprovar una mesura per a atorgar els fons. La filmació va concloure al juliol de 2021.
Guadagnino va dir que Bones and All és “una història molt romàntica, que tracta la impossibilitat de l'amor i, no obstant això, la necessitat d'aquest. Fins i tot en circumstàncies extremes”. També va dir que Chalamet i Russell tenen “un poder esclatant” i són capaços de “representar sentiments universals”. La música cinematogràfica de la pel·lícula va ser composta per Trent Reznor i Atticus Ross.

## Estrena
Bones and All es va estrenar en la 79a edició del Festival Internacional de Cinema de Venècia el 2 de setembre de 2022, seguit de projeccions en la 60a edició del Festival de Cinema de Nova York, la 17a edició del festival Fantastic Fest i la 55a edició del Festival de Cinema de Sitges. El 23 de novembre de 2022 es va estrenar globalment. És la primera pel·lícula adquirida per Metre-Goldwyn-Mayer i United Artists Releasing després del seu acord de fusió amb Amazon el 17 de març de 2022. Vision Distribution estrenarà la pel·lícula a Itàlia, mentre que Warner Bros. Pictures manejarà tots els altres territoris internacionals sota un nou acord de diversos anys amb MGM a partir d'aquesta pel·lícula.